# ۸۴۶ (میلادی)
۸۴۶ (میلادی) هشتصد و چهل و ششمین سال تقویم میلادی است.

## درگذشتگان
‎